# Політична партія картельного типу
Політична партія картельного типу — це різновид політичної участі, при якому, відбувається бюрократизація політичної партії та злиття її з апаратом державного управління. Така партія орієнтована на спільне домінування в єдиній партійній системі з іншими партіями — суб'єктами політичної системи.
Політичні партії картельного типу завжди прагнуть співпрацювати з іншими акторами політики, тим самим цілком виключають роль електорату як найважливішого елементу політичної системи, котрий урівноважує та за ради якого й функціонує весь державний апарат.
Політичні партії картельного типу не є виразниками соціальних груп, такі партії цілком втрачають функції посередників між громадянським суспільством та державною владою. Партія-картель, для того, щоб відгородитися від усіх колізій виборчої кампанії, стає значною мірою державним агентом і спирається на державні адміністративні ресурси, а не на свій електорат. Вона відгороджується від диктування промисловими групами умов, котрі прагнуть досягнути контролю над партійною системою шляхом своїх матеріальних можливостей.
Також партії картельного типу відгороджуються від популізму, тим самим заявляючи, що вони прибічники «реальних справ». Для партій-картелів характерним є прагнення до дублювання деяких функцій державних інститутів — побудова соціальної інфраструктури та пропагандистська підтримка суспільно значущих державних проектів.